# Ranton (Vienne)
 Ranton  es una población y comuna francesa, en la región de Poitou-Charentes, departamento de Vienne, en el distrito de Châtellerault y cantón de Les Trois-Moutiers.

## Demografía
| 253 | 227 | 219 | 174 | 195 | 202 |
| Para los censos de 1962 a 1999 la población legal corresponde a la población sin duplicidades (Fuente: INSEE [Consultar]) |     |     |     |     |     |